# Johann Friedrich Kierecker
Johann Friedrich Kierecker (* 1751 in Tübingen; † 1817 ebenda) war ein deutscher Sattler, der auch Stadt- und Landumgelter, Ratsverwandter, Gerichtsverwandter sowie Bürgermeister in Tübingen war.

## Leben
Johann Friedrich Kierecker stammte aus einer Familie, in der das Sattlerhandwerk seit Generationen weitergegeben wurde. Rudolf Seigel nennt einen Sattlerobermeister Georg Friedrich Kierecker (1629–1731), der wohl Johann Friedrichs Ururgroßvater war. Seine erste Frau, Rosina Margareta geb. Heckenhauer, heiratete er 1778. Seit 1782 war er Ratsverwandter. Nachdem seine erste Frau wohl 1786 gestorben war, heiratete er 1787 Johanna Elisabeth geb. Krämer, eine Tochter des Ochsenwirtes aus Neckarrems, Michael Krämer.
Mit ihr hatte er zwei Töchter, die nach dem frühen Tod der Mutter in den frühen 1790er Jahren im Haushalt seines älteren Freundes vom Rat, Andreas Kommerell, lebten. Um 1795 kaufte Kierecker für 200 fl ein Grundstück am Lustnauer Tor (heute Am Lustnauer Tor 8). Er ließ das dort stehende baufällige Seckler-Eythsche Gebäude abreißen, das vom Stadtbrand am 9. September 1789 verschont geblieben war. Er erstellte dort ein neues dreistöckiges Wohnhaus mit Scheune, das 1797 fertiggestellt wurde.
1798 stieg Kierecker zum Gerichtsverwandten auf. 1805 heiratete er zum dritten Mal: Maria Barbara geb. Metz, eine Tochter des Tübingers Johannes Metz. 1806 stieg Kierecker zum Bürgermeister von Tübingen auf. Dieses Amt übte er zusammen mit Johann Immanuel Bossert, Johann Jacob Rehfuß und dem gleichzeitig mit ihm bestimmten Johann Andreas Kommerell, und zwar bis zu seinem Tod im Alter von rund 66 Jahren.

## Töchter
- Christiana Hedwig Johanna (* 20. Juli 1789) heiratete am 25. August 1807 Heinrich Rudolf Friedrich Keller, der im Heiratsregister als Ballmeister bezeichnet wurde.[3] Der Schwiegersohn zog in das Kiereckersche Haus ein und nach dem Tod des Schwiegervaters eröffnete er dort zusammen mit seiner Frau die Wirtschaft 'Ballhaus'. Diese Wirtschaft, mehrmals umbenannt, existiert heute noch unter dem Namen Wurstküche.[4]
- Wilhelmine Heinrike (* 27. Juni 1792) heiratete am 24. August 1813 Daniel Friedrich Klumpp, Schiffer aus Simmersfeld (damals Oberamt Nagold) und zog weg aus Tübingen.[3]